# Meldrumsäure
Meldrumsäure ist eine organische Verbindung, die zu den Acylalen gehört. Sie ist nach ihrem Entdecker Andrew Norman Meldrum benannt.

## Geschichte

Angenommene, aber falsche Strukturformel der Meldrumsäure

Meldrumsäure wurde erstmals 1908 von Andrew Norman Meldrum durch Kondensation von Malonsäure mit Aceton in Acetanhydrid in Anwesenheit von Schwefelsäure hergestellt. Da Meldrum zunächst von einem β-Lacton mit einer freien Carboxygruppe ausging, wird die Verbindung fälschlich als Säure bezeichnet. Die Struktur wurde dann 1948 korrigiert.

## Eigenschaften
Meldrumsäure besitzt eine vergleichsweise hohe C-H-Acidität mit einem pKs-Wert von 4,97. Der analoge Malonsäurediethylester weist hingegen nur einen pKs-Wert von etwa 13 auf. Erst im Jahr 2004 konnte dieses Phänomen durch Rechnungen erklärt werden.
Wegen ihrer hohen C-H-Acidität reagiert Meldrumsäure, ähnlich wie Malonsäure, mit Carbonylverbindungen in einer Knoevenagel-Kondensation. Mit Carbonsäurechloriden reagiert sie in Anwesenheit von Pyridin zur Acyl-Meldrumsäure. Wird diese in Alkoholen erhitzt, entsteht ein β-Ketoester. Meldrumsäure ist damit eine Ausgangsverbindung zur Synthese dieser Stoffklasse. Die β-Ketoester kommen in der Knorr-Pyrrolsynthese zum Einsatz.

Reaktionsschema der Knorr-Pyrrolsynthese